# Шалов
Шалов (слч. Šalov) насељено је мјесто са административним статусом сеоске општине (слч. obec) у округу Љевице, у Њитранском крају, Словачка Република.

## Становништво
| Година:    | 1994. | 2004.   | 2014.    | 2024.   |
| ---------- | ----- | ------- | -------- | ------- |
| Број људи: | 407   | 426     | 379      | 359     |
| Разлика:   |       | +4,66 % | -11,03 % | -5,27 % |

| Година:    | 2023. | 2024.   |
| ---------- | ----- | ------- |
| Број људи: | 355   | 359     |
| Разлика:   |       | +1,12 % |

Према подацима о броју становника из 2011. године насеље је имало 382 становника.